# 弗罗伊登施塔特县
弗罗伊登施塔特县（Landkreis Freudenstadt）是德国巴登-符腾堡州的一个县，隶属于卡尔斯鲁厄行政区，首府弗罗伊登施塔特。弗罗伊登施塔特县是巴登-符腾堡州人口数第二少的县（最少的是斯图加特行政区的霍恩洛厄县），约62％的人口信仰福音派。

## 地理
弗罗伊登施塔特县北面与卡尔夫县，东面与蒂宾根县（蒂宾根行政区）和措伦阿尔布县（蒂宾根行政区），南面与罗特韦尔县（弗赖堡行政区），西面与奥特瑙县（弗赖堡行政区），西北面与拉施塔特县相邻。